# Quintuplés contorsionnistes
Quintuplés contorsionnistes (Quintuplets 2000 en version originale) est le quatrième épisode de la quatrième saison de la série animée South Park, ainsi que le 52e épisode de l'émission.

## Synopsis
Des quintuplées et leur grand-mère se retrouvent chez Stan une nuit. Mais, à la mort de celle-ci, les quintuplées orphelines hésitent entre rester aux États-Unis ou retourner dans leur pays, la Roumanie.

## Mort deKenny
Le père de Kenny veut récupérer son fils qui est maintenant en Roumanie. Des soldats s'y rendent afin de le récupérer et lorsqu'ils le trouve caché avec sa mère dans une armoire, ils la menacent de lui tirer dessus si elle ne coopère pas. Un soldat tirera malencontreusement sur Kenny.